# Phlebopenes
Phlebopenes is een geslacht van vliesvleugeligen uit de familie Eupelmidae. De wetenschappelijke naam van dit geslacht is voor het eerst geldig gepubliceerd in 1833 door Perty.

## Soorten
Het geslacht Phlebopenes omvat de volgende soorten:
- Phlebopenes abdominalis Ashmead, 1904
- Phlebopenes albopilosellus Cameron, 1913
- Phlebopenes autazensis Roman, 1920
- Phlebopenes basilica (Marshall, 1892)
- Phlebopenes consors (Walker, 1862)
- Phlebopenes longicaudata (Westwood, 1874)
- Phlebopenes longicollis (Westwood, 1874)
- Phlebopenes longifica (Walker, 1872)
- Phlebopenes ogloblini De Santis, 1970
- Phlebopenes pertyi Ashmead, 1904
- Phlebopenes pilipes (Cameron, 1884)
- Phlebopenes purpurea (Walker, 1862)
- Phlebopenes splendidus Perty, 1833
- Phlebopenes viridis (Westwood, 1835)